# السينما في قطر
السينما في قطر صناعة شابة وهي ضمن خطط التطوير في الدولة بهدف الاعتراف الدولي ومكانتها. تم اتخاذ العديد من الخطوات الرئيسية لتنفيذ خطة طويلة المدى لتطوير البنية التحتية وكذلك إتاحة الفرص للمواهب المحلية والحصول على منصة تثبت وجودهم في صناعة السينما بدعم من معهد الدوحة السينمائي وورش العمل والمهرجانات. تتضمن رؤية قطر الوطنية 2030 ثلاث ركائز رئيسية للتنمية: البشرية والاجتماعية والاقتصادية والبيئية. توفر هذه الرؤية هيكل يمكن من تطوير العناصر المختلفة داخل قطر ومجتمعها؛ إحداها هي الأهمية الكبيرة التي توليها لتطوير وتنمية المواهب الفنية لتمثيل وتعريف قطر على نطاق عالمي. عنصر آخر مهم في تطوير صناعة السينما هو تأثير ورؤية الشيخة المياسة التي أسست مؤسسة الدوحة للأفلام. وأسست لكي يتم تمويل الأفلام المميزة وإخراج المواهب المدفونة، تهتم قطر بالأفلام لأنها تُشكل أهم أشكال التعبير الإبداعي والثقافي، وربما أكثرها أهمية في المجتمع الحديث. فهي تجمع الناس معاً وتأثر في القلوب والنفوس بشكل لا مثيل له.
كيان آخر مهم في تنمية وتأسيس صناعة السينما في قطر هو مبادرة الثقافة والفنون والتراث تحت إشراف وزارة الخارجية القطرية التي لديها إستراتيجية تهدف إلى تنظيم وتشجيع الأحداث التي تركز على توفير الدعم لشباب قطر للاستفادة في تحسين مكانتهم في الثقافة. تنظم الوزارة فعاليات تدور حول تطوير المواهب المحلية. فعاليات مثل المحاضرات، بالإضافة إلى الفرق المسرحية والموسيقية بالإضافة إلى توفير الوصول والمنح للسكان المحليين المهتمين بمتابعة مهنة السينما.

## مؤسسة الدوحة السينمائي (DFI)

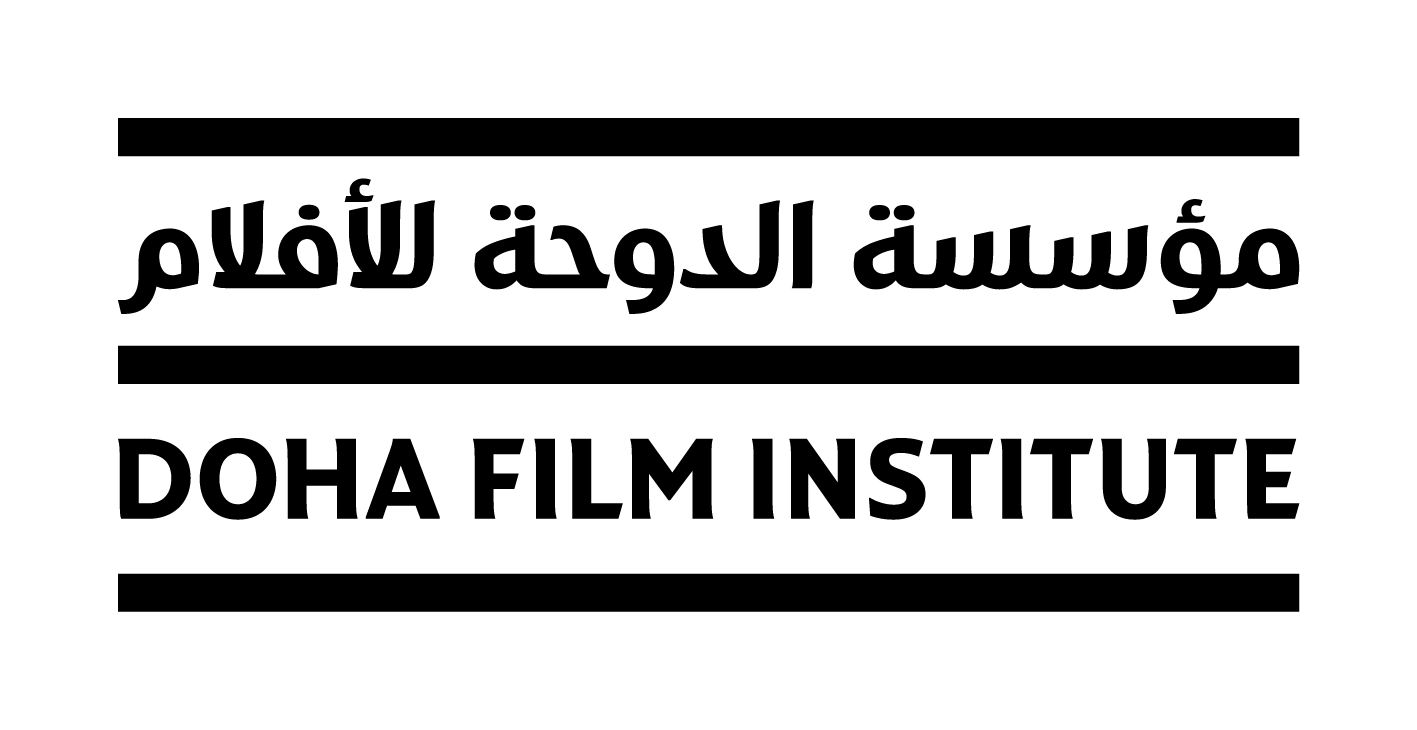
شعار مؤسسة الدوحة السينمائي

مؤسسة الدوحة السينمائي (DFI) هو مؤسسة إنتاج مستقل تأسس في عام 2010 من قبل سمو الشيخة المياسة بنت حمد بن خليفة آل ثاني. تهدف الشركة إلى المساهمة في نمو مجتمع الأفلام المحلي في قطر،  وتوفر خدمات التمويل والإنتاج الأفلام المحلية والدولية والإقليمية المميزة. تساعد DFI المستفيدين من المنح في عمليات ما قبل الإنتاج وما بعد الإنتاج بالإضافة إلى الموجهين وتثقيف صانعي الأفلام داخل وخارج قطر بتطوير أفلامهم.
بالإضافة إلى توفير البرامج التعليمية وورش العمل وجلسات المعلومات، يخطط المعهد لاستضافة أكثر من 100 خبير في صناعة الأفلام لتوجيه مشاريع Qumra. تستثمر أيضًا في إنتاج الأفلام من خلال الشراكة مع مشاريع الأفلام والتمويل المشترك لها،  وتشمل إنتاجاتها فيلم رسوم متحركة،  وفيلم حائز على جائزة الجائزة الكبرى،  ومعروض في متحف الفن الحديث.

## مهرجانات سينمائية

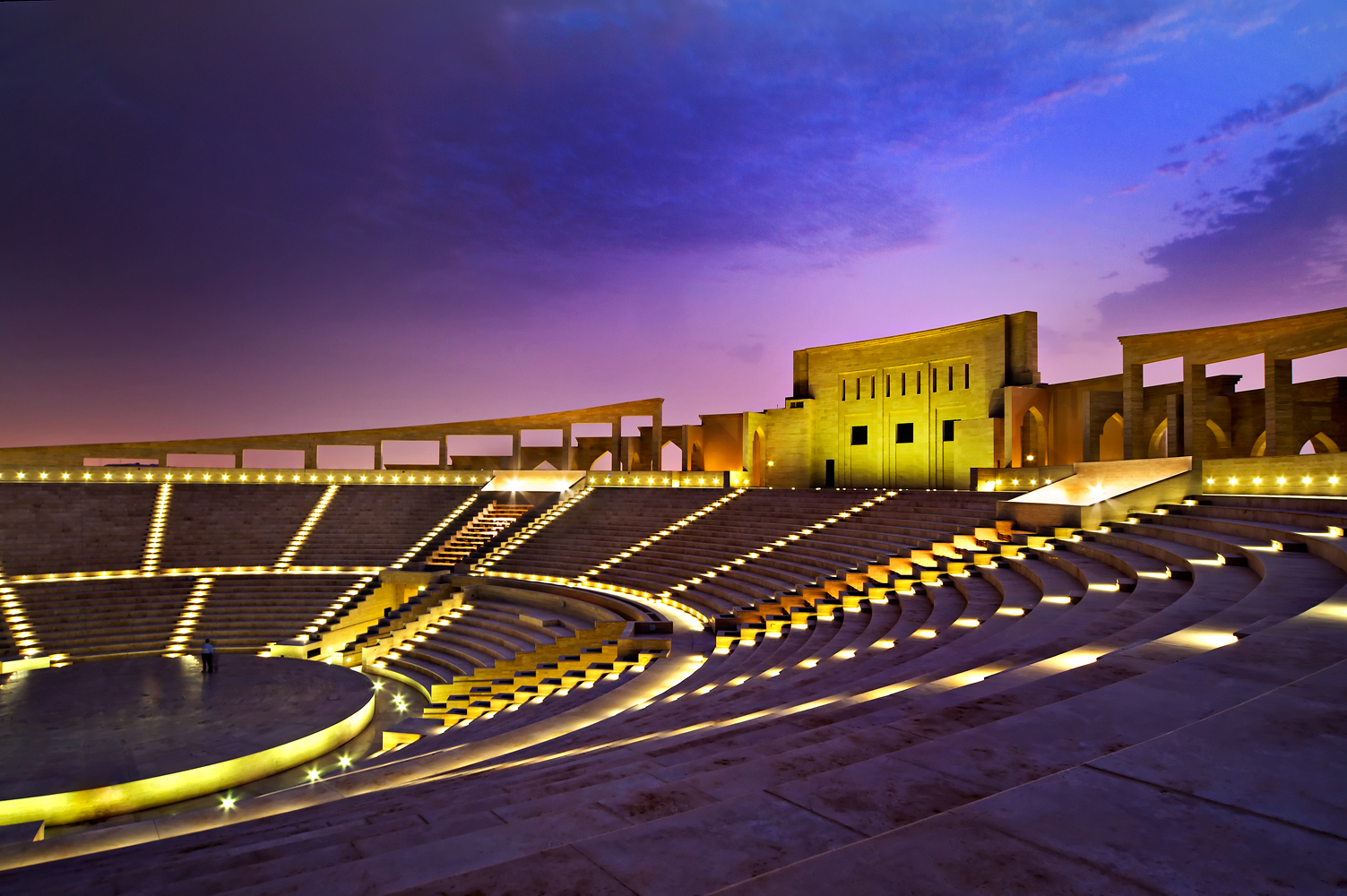
مدرج كتارا الذي عرضت فيه أفلام المهرجان لأول مرة

### مهرجان الدوحة تريبيكا السينمائي
مهرجان الدوحة تريبيكا السينمائي هو مهرجان سينمائي سنوي تم إقامته من 2009 إلى 2012. وقد انبثق عن تعاون بين مؤسسة الدوحة للأفلام ومؤسسة تريبيكا. حضر المهرجانات مشاهير مثل روبرت دي نيرو وسلمى حايك وعادل إمام وميرا ناير وكيفن سبيسي. تقام المهرجانات والعروض الأولى في كتارا  كل عام بالإضافة إلى متحف الفن الإسلامي في الدوحة  في عام 2012. عرض DTFF لأول مرة ما يصل إلى 87 فيلمًا من جميع أنحاء العالم.

### مهرجان أجيال السينمائي
مهرجان الفيلم بدأته مؤسسة الدوحة للأفلام في عام 2012. يفتح هذا المهرجان المجال أمام الناس ليكونوا جزءًا من المحادثات التي تنطوي على العناصر الأساسية للفن، بما في ذلك الأفلام والترفيه والإبداع. يدور تركيز هذا المهرجان حول جوانب السينما وأن يكون أكثر وعيًا ويشجع المشاركة في الحوارات التي تركز على الأفلام. الغرض من هذا المهرجان هو تنمية وتشجيع المواهب الإقليمية والمحلية للمشاركة في الحدث. علاوة على ذلك، يهدف هذا المهرجان إلى إبراز الفرص التي تأتي جنبًا إلى جنب مع تعريض المجتمع للدروس الأساسية المتمثلة في زيادة الوعي بالطرق الفنية للتعبير عن الذات وفعالية صناعة الأفلام كأداة للتعليق على الثقافة والمجتمع والسياسة المواضيع المختلفة.
إن الطرق التي ينمي بها هذا المهرجان وتشجيع المواهب المختلفة هي من خلال الاعتراف بالمواهب المحلية ومنحهم جوائز لمساهماتهم وعملهم الشاق. يحصل الفائزون بجائزة أفضل أفلام على تمويل لمشاريعهم المقبلة. تسمح هذه الموافقات باستمرار المواهب المحلية لمواصلة مسيرتهم المهنية وتمييز أسمائهم في الصناعة المتنامية. تساعد الجوائز والتقدير أيضًا على تعزيز وتشجيع المحتوى والمواهب المستقبلية لتكون أكثر انتشارًا وتسعى إلى إثبات حضورهم وشغفهم في صناعة الأفلام، مما يخدم الهدف العام المتمثل في إنشاء صناعة الأفلام لتكون أكثر انتشارًا ومعترفًا بها دوليًا. يتم تحديد الفائزين من خلال تصويت الجمهور إلى جانب هيئة محلفين من المحترفين الذين يحددون النتيجة.
تستخدم أجيال أيضًا مهرجانهم لتنمية المواهب الشابة التي تهتم بصناعة الأفلام، من خلال تنفيذ العمل التطوعي من الأشخاص الذين تتراوح أعمارهم بين 18 عامًا وما فوق. يتم ضمان المتطوعين لاكتساب الخبرة في مشاركتهم في المهرجان. تجربة التفاعل مع محترفي الصناعة والقدرة على الحصول على اتصال من داخل عالم الأفلام بالإضافة إلى حضور العروض والحصول على المعرفة العملية من الأشخاص المدمجين بشكل كبير في الأعمال.
صنع في قطر هو قسم ضمن مهرجان أجيال للشباب السينمائي يوفر منصة لصانعي الأفلام المقيمين في قطر لعرض أعمالهم على المجتمع المحلي والدولي. يتضمن الاختيار أفلامًا روائية، وثائقية وأفلامًا تجريبية قصيرة. تُمنح جائزة أفضل فيلم في كل فئة من هذه الفئات.

### قمره
قمره وهي كلمة عربية معناها آلة التصوير. هي جزء من مؤسسة مؤسسة الدوحة للأفلام (DFI). تجمع قمره كل عام مبدعين من عوالم الأفلام والتكنولوجيا والتلفزيون لإلقاء محادثات لإلهام ومشاركة معارفهم مع الجمهور. لدى الناس الفرصة للاختيار من بين 13 حدثًا يقدمونه؛ بما في ذلك دروس متقدمة مع صانعي الأفلام المشهورين عالميًا، والاستشارات النصية، وعروض الصناعة وغيرها الكثير.

## صندوق الفيلم القطري
يفتتح مؤسسة الدوحة للأفلام (DFI) دعوته للقبول سنويًا بين 1 و 19 سبتمبر، وقبول مقترحات الأفلام القصيرة للتطوير. وهذا يوفر منصة للمواهب المحلية لإنتاج أفلامهم، ويقبلون ما يصل إلى ثمانية أفلام كل عام. على الرغم من أن المبادئ التوجيهية للتمويل للأفلام القصيرة تشترك في أوجه التشابه، إلا أن هناك بعض الاختلافات الأساسية. على سبيل المثال، يجب أن تتضمن الأفلام القصيرة مواطنًا قطريًا كمخرج. يجب أن تكون الرسوم المتحركة القصيرة لمدة 7 دقائق، والروايات حتى 12 دقيقة، والأفلام الوثائقية حتى 30 دقيقة.
تتضمن عملية التقدم للحصول على تمويل الاتصال بصندوق الأفلام وتقديم المشروع وفقًا للمبادئ التوجيهية التي يتم تقييمها من قبل اللجنة. إضافة إلى ذلك، بمجرد اختيار المشروع، سيتم وضعه في القائمة المختصرة، وسيتلقى مقدم الطلب دعوة لإجراء مقابلة مع اللجنة من أجل مناقشة الخدمات المطلوبة للمشروع. أخيرًا، سيتلقى مقدم الطلب إشعاراً يكشف ما إذا كان المشروع قد تم قبوله أم لا. في حالة عدم حدوث ذلك، سيتلقى مقدم الطلب ملاحظات حول كيفية تحسينه وفرصة إعادة تقديم الطلب في الدورة التالية.
قام صندوق الفيلم القطري بتمويل عدد من المشاريع حتى الآن.

## افلام قطرية بارزة
في اتجاه عقارب الساعة، صدر في عام 2010، كان أول فيلم روائي طويل يتم تصويره في قطر. يعرض الفيلم الثقافة والتقاليد الخليجية والقطرية حيث يعرض الفولكلور المحلي. تم إنتاج الفيلم وتمويله من قبل وزارة الثقافة. [بحاجة لمصدر]
الذهب الأسود هو فيلم فرنسي قطري صدر عام 2011. تم تصوير هذا الفيلم بين قطر وتونس وهو أكبر مشروع سينمائي يقوم به العالم العربي.

## أبرز المخرجين القطريين وصانعي الأفلام

### أحمد البكر
أحمد البكر بدأ حياته المهنية في صناعة الأفلام عام 2009. كتب وأخرج وأنتج أول فيلم روائي طويل لهThe Package: Volume 1. تم إنتاج الفيلم في الدوحة من قبل شركة إنتاج الأفلام Innovation Production، التي شارك في تأسيسها أحمد الباكر مع نظرائه. مهتمًا بأنواع الرعب والخيال العلمي، أنشأ أحمد Lockdown: Red Moon Escape والمسلسل التلفزيوني Medinah.

### الجوهرة آل ثاني
الجوهرة آل ثاني ظهر حب الأفلام عندما شاهدت حرب النجوم لأول مرة في سن السادسة. بدأت رحلة الجوهرة كمخرجة أفلام عندما شاركت في ورشة عمل صناعة الأفلام التي قدمتها مؤسسة الدوحة السينمائي، ومنذ ذلك الحين طورت باستمرار مهارتها كمخرجة بدعم من DFI. فاز فيلم الجوهرة الأول القصير كشته 2016 بجائزة أفضل قصة في قسم أجيال في قطر. وهي تعمل حاليًا على تطوير النص لفيلمها الطويل خوزاما، وهو فيلم عن فتاة بدوية تشرع في مغامرة بعيدة عن المنزل.

### حميدة الكواري
حميدة الكواري بدأت مسيرتها في صناعة الأفلام عندما قدمت أول فيلم قصير لها 15 Heartbeats (2011) والذي عرض لأول مرة في مهرجان الدوحة تريبيكا السينمائي. يتناول فيلمها القصير الثاني Elevate (2017) العلاقة المزعجة بين المرأة القطرية وخادمة لها. تعمل حميدة حاليًا على أول فيلم وثائقي طويل لها، إلى نهاية الأرض يوثق رحلة بيئية إلى القارة القطبية الجنوبية. بعد أن عملت في هذا الفيلم، أصبحت حميدة أول امرأة قطرية تزور القارة القطبية الجنوبية.

### هند فخرو
هند فخرو وثقت فيلمها القصير الأول الذي كان اسمه (2012) صداقة بين امرأة قطرية وعاملة نظافة. أنتجت فلمها الثاني، غرفة الانتظار (2016) والذي أيضاً كان عن صداقة بين امرأتين من خلفيات مختلفة. عُرض الفيلم في مهرجانات مختلفة بما في ذلك مهرجان أجيال للشباب السينمائي، ومهرجان بيروت السينمائي الدولي، ومهرجان مالمو العربي السينمائي. تعمل هند على أول فيلم روائي طويل لها.

### أمل المفتاح
أمل المفتاح بدأت في صناعة الأفلام في المدرسة الثانوية. أنتجت أول فيلم قصير لها Al Kora (2013) خلال ورشة عمل تمهيدية في صناعة الأفلام في DFI. فيلم أمل الثاني وثائقي يدعى الهامالي (2014)، وحصل على أكثر من 100 ألف مشاهدة على يوتيوب في أقل من أسبوع. استأنفت أمل عملها في أفلام الخيال مع Smicha (2016)، وشهاب (2018). وقد حاز هذان الفيلمان على أفضل رواية في قسم أجيال في قطر.

## بيوت الإنتاج القطرية

### بيت الأفلام
بيت الأفلام هو بيت إنتاج تجاري حائز على جوائز في قطر. يتخصص بيت الأفلام في التصوير الفوتوغرافي وكذلك الفيديوغرافي. كما أنها توفر لصانعي الأفلام خدمات مثل تطوير النص، والإنتاج المسبق، والإنتاج، وما بعد الإنتاج. إنهم لا يستهدفون إنتاج الأفلام فحسب، بل يأخذون أيضًا حملات إعلانية متلفزة ومهرجانات سينمائية ومنافذ وسائل التواصل الاجتماعي واللافتات الرقمية ومنشآت الفن العام. وتشمل أفلامهم غرفة انتظار هند فخرو،  قشطة الجوهرة آل ثاني،  قبقب نوف السليطي.

### أفلام الابتكار
أول منظمة قطرية متخصصة في الإنتاج التلفزيوني والسينمائي. بالشراكة مع هوليوود، تهدف Innovation Films إلى إنتاج وتوزيع أفلام عالية الجودة على المستوى الدولي. كانت رؤية المخرج القطري أحمد البكر هي ربط العالمين السينمائيين وتطوير المواهب القطرية من خلال فصول مثل الإخراج وكتابة السيناريو. إنها توفر فرصة للعمل على الأفلام الروائية الطويلة والأفلام القصيرة والإعلانات التجارية وإعطاء خيارات للمواهب الطموحة. أكثر ما تفتخر به أفلام الابتكار هو أن 80٪ من الموظفين محليين. الأفلام الروائية مثل lockdown: Room Escape 2012، و his name 2013 وbidoon 2012 كلهم من إنتاجات أفلام الإبتكار.

## موهبة
يعد مصنع المواهب  أكبر وكالة مواهب في قطر. لأنها توفر الإتصال إلى الممثلين والفنانين الذين هم على استعداد للعمل في الأفلام والمسرح والبرامج التلفزيونية، وحتى الأحداث. حاليًا، هناك عدد أكبر من الممثلين الذكور (44) والإناث (9). [بحاجة لمصدر] يؤدي هؤلاء الممثلون في الغالب في البرامج التلفزيونية والمسرحيات بدلاً من الأفلام. ومع ذلك، مع نمو السينما القطرية، يتوقع المزيد من الأدوار التمثيلية للقطريين.

## مشغلي السينما
أهم مشغلي السينما في الدوحة هم Vox و NOVO و Flik.

### فوكس
وهي مملوكة لمشاريع ماجد الفطيم. واحدة من أبرز الأنشطة الترفيهية والناجحة في المنطقة، يمكن العثور على سينما VOX في أكثر من 30 موقعًا في جميع أنحاء المنطقة. مع الشاشات في كل من الشرق الأوسط وشمال إفريقيا، تصمم Vox تجربتها الملائمة لموقعها لضمان شعور الجمهور في المنزل.

### نوفو

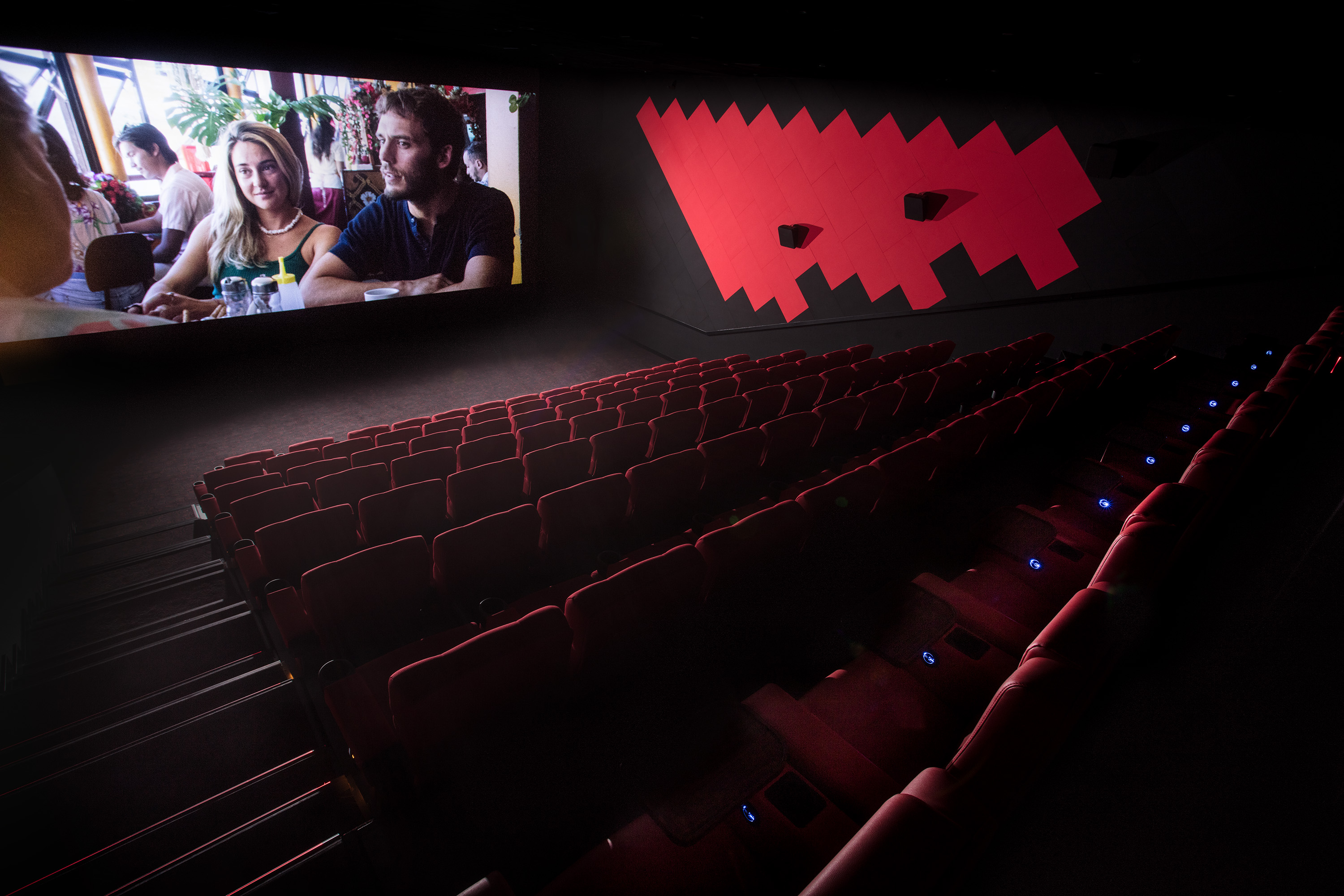
شاشة السينما نوفو

قطر هي موطن لـ 39 شاشة نوفو سينمائية يمكن العثور عليها في مراكز التسوق مثل مول قطر، مول 01، اللؤلؤة وسوق واقف. توفر Novo لعملائها تجارب مشاهدة تتراوح من السينما ثنائية الأبعاد إلى سينما VIP الفاخرة من فئة 7 نجوم. أما عن الطعام الذي يقدمونه، فتوفر Novo Cinemas لعملائها أفضل أنواع الوجبات الخفيفة مثل الفشار المثلج المجمد إلى جانب خيار الطلب من القوائم الذواقة التي يتم تقديمها إلى مقعدك. بالإضافة إلى ذلك، تقدم نوفو أيضًا شاشاتها للأحداث غير السينمائية مثل العرض المباشر للرياضة أو حجز القاعة كاملة لأعياد الميلاد مثلًا.

### فليك
فليك سينما هي شركة محلية بالتعاون مع مجموعة المانع. لديهم 12 شاشة عبر موقعين؛ Lagoona Mall و Mirqab Mall التي تعد بتقديم معاملة 5 نجوم لعملائها. نظرًا لأن Flik جديد إلى حد ما، فليس هناك العديد من المصادر في هذا المجال.

## تصوير أفلام أجنبية في قطر
Bediuner (1959) هو فيلم وثائقي تم تصويره من قبل المصور الدنماركي وصانع الأفلام Jette Bang في عام 1959 كجزء من البعثة الدنماركية إلى قطر. يوثق الفيلم حياة بدو النعيم والمرة على مدى شهرين ونصف.
Cruel Summer (2012) هو فيلم من 7 شاشات للمخرج الموسيقي كاني ويست والذي عرض لأول مرة في مهرجان كان السينمائي. وضم الفيلم فنانين عرب وخليجيين مثل حياة الفهد وعلي سليمان. تم تصوير هذا الفيلم في مواقع متعددة داخل منطقة الخليج بما في ذلك قطر. في صنع هذا الفيلم، تم تضمين العديد من الشخصيات العربية بشكل كبير. يُعد هذا الفيلم ملحوظًا نظرًا لإسهاماته في وضع قطر على الخريطة ضمن صناعة السينما من خلال عرض إمكاناتها في دعم فنون صناعة الأفلام وتوجيه المواهب المحلية تحت دائرة الضوء العالمية.
كأس العمال (2017)  هو فيلم من إخراج آدم سوبل. ويضم هذا الفيلم العمال الآسيويين والأفارقة الذين يشاركون في بناء أماكن قطر لكأس العالم 2022 FIFA، ومشاركتهم في بطولة كرة القدم المحلية المعروفة باسم كأس العمال. خلال الفيلم، تم استكشاف الظروف المعيشية لمخيمات العمل في قطر. يستكشف هذا الفيلم أسباب انتقال العمال للعمل في قطر، واحتمالات إعالة أسرهم في الوطن. على الرغم من أن الفيلم يلقي الضوء على الظروف القاسية وغير العادلة للأشخاص داخل قوة العمل، يلقي سبل الضوء على قصة عالمية يتردد صداها لدى عشاق كرة القدم والناس في كل مكان.